# آنکورینیدا
آنکورینیدا (نام علمی: Ancorinidae) نام یک تیره از رده اسفنج‌های شاخی اقیانوسی متعلق به راسته تتراکتینلیدا است. نام علمی پیشین این تیره، استلتیدا (نام علمی: Stellettidae) بود که رد شد.
از جمله سرده‌های این تیره، می‌توان به آنکورینا، اکیونمیا، یشم و استلتا اشاره داشت.